# Pandanus utilis
Pandanus utilis Bory è una pianta della famiglia Pandanaceae.

## Descrizione

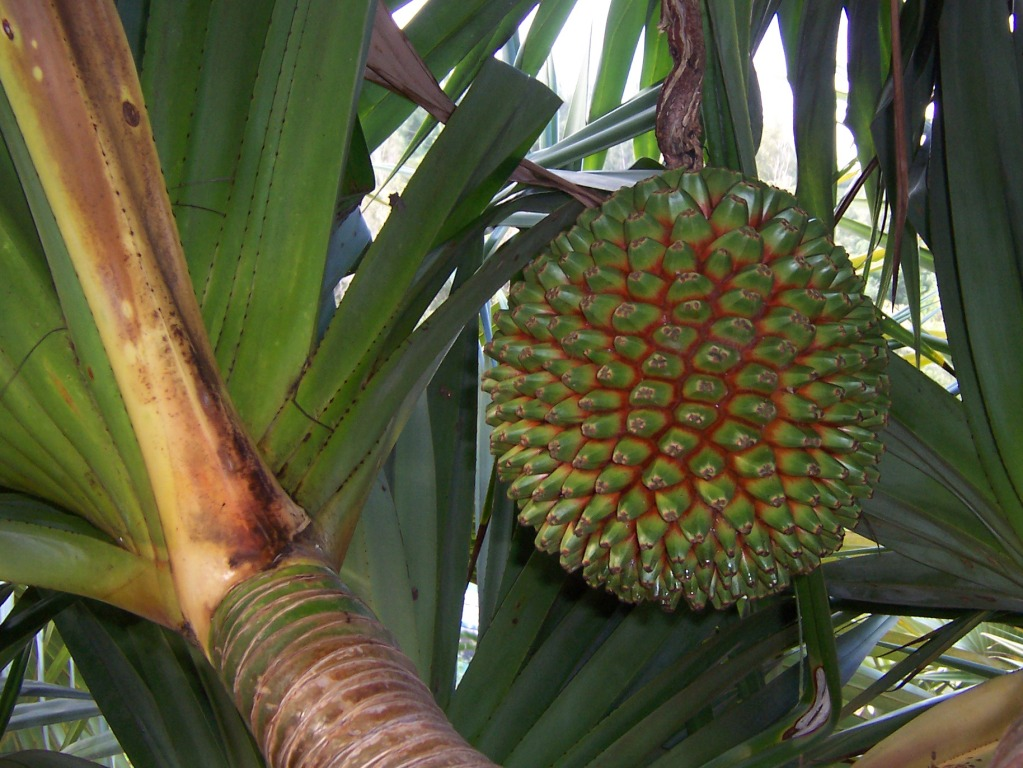
Frutto di Pandanus utilis

## Distribuzione e habitat
P. utilis è originario del Madagascar e di Mauritius, ed è stato introdotto dall'uomo a Porto Rico, in Florida e in California.
Tollera un certo grado di salinità e cresce bene in vicinanza del mare.

## Usi
In Africa i frutti di P. utilis vengono utilizzati per ricavarne una polpa farinosa, gradevole al palato dopo la cottura.

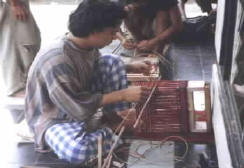
Tessitura

In Madagascar e nelle isole Mascarene le fibre ricavate dalle foglie e dalle radici aeree di P. utilis sono utilizzate per la produzione artigianale di cordami e legature, nonché di cesti, stuoie, cappelli, pennelli, tovagliette e reti. Possono anche essere utilizzate per produrre carta.
A Réunion, gli alberi di P. utilis sono usati come supporto per la coltivazione della vaniglia (Vanilla planifolia).

In molte regioni tropicali e subtropicali vengono utilizzati per creare barriere frangivento o semplicemente come piante ornamentali.

Nelle zone temperate del Nord America e in Europa giovani esemplari vengono spesso coltivati come piante da appartamento.
Sempre a Réunion, le infiorescenze di P. utilis sono considerate afrodisiache, mentre decotti delle radici vengono utilizzati come rimedio contro le malattie veneree.